# Granica południowoafrykańsko-zimbabweńska
Granica południowoafrykańsko-zimbabweńska – granica międzypaństwowa dzieląca terytoria Republiki Południowej Afryki i Zimbabwe o długości 225 kilometrów.
Początek granicy na zachodzie to trójstyk granic Botswany, RPA i Zimbabwe (ujście rzeki Shashe do rzeki Limpopo). Następnie granica biegnie w kierunku wschodnim opierając swój bieg o koryto rzeki Limpopo dochodząc do trójstyku granic RPA, Zimbabwe i Mozambiku (Pafuri).
Granica powstała w 1980 roku po proklamowaniu niepodleglości przez Zimbabwe. Poprzednio była to granica RPA i brytyjskiej kolonii Rodezja Południowa.